# تومي رايت
تومي رايت (بالإنجليزية: Tommy Wright)‏، من مواليد 21 أكتوبر 1944، لاعب كرة قدم إنجليزي سابق.
لعب مع منتخب إنجلترا لكرة القدم.

## مسيرته الكروية
لعب تومي رايت خلال مسيرته الاحترافية مع نادِ واحدٍ في اثنا عشر موسمًا وسجل خلالها 4 أهداف ضمن 308 مباراة. حيث فاز في موسم واحد بالكأس وفي موسمين بالدوري.
خاض تومي رايت مسيرته مع نادي إيفرتون في موسم 1962–63 ليلعب معه اثنا عشر موسمًا، مشاركًا في 308 مباراة سجل خلالها 4 أهداف.

## روابط خارجية
- تومي رايت على موقع الاتحاد الدولي (مؤرشف)  (الإنجليزية)
- تومي رايت على موقع قاعدة بيانات كرة القدم.إي يو (الإنجليزية)
- تومي رايت على موقع ناشيونال فوتبول تيمز (الإنجليزية)
- تومي رايت على موقع كووورة